# Лондон-Вікторія (станція)
51°29′42″ пн. ш. 0°08′37″ зх. д. / 51.495005° пн. ш. 0.143577° зх. д.
Вікторія (англ. London Victoria Station) — станція Лондонського залізничного вузла (під орудою Network Rail) та Лондонського метрополітену. Найменована на честь прилеглої вулиці Вікторія-стріт, яка своєю чергою названа на честь королеви Вікторії.). Є кінцевою станцією для залізниці Brighton main line до аеропорту Гатвік, Брайтону та Chatham main line до Рамсгейт, Дувр через Чатем, також від провідних залізниць є відгалуження на Catford Loop Line, Dartford Loop Line, Oxted line до Іст-Грінстед та Акфілд. Франшизи приміського сполучення Southern (сполучає з південним Лондоном, Сассексом та Сурреєм) та Southeastern (сполучає з південно-східним Лондоном та Кентом), а також Гатвік-Експрес до аеропорту Гатвік. Платформи метростанції ліній Кільцева та Дистрикт знаходяться між станціями Слоун-сквер та Сент-Джеймс-парк, а Лінії Вікторія — між Пімліко та Грін-парк.
Станція розташована у західній частині Вестмінстера (район Белгравія). Відкрита в 1862 р.; нинішню будівлю вокзалу введено в експлуатацію до 1910 року; в 1980-ті рр. здійснено повне внутрішнє перепланування. Будівництво вокзалу з мостом Вікторія (зараз знаний як міст Гровнер) дозволило сполучити південні райони країни з Вестмінстером — політичним центром Лондона.
Розташована у 1-й тарифній зоні, пасажирообіг залізничної станції на 2017 рік — 74.955 млн осіб Пасажирообіг метростанції, залізничної станції разом з пересадкою на 2015 рік — 170 млн осіб Друга по завантаженості залізнична станція і станція метро у Великій Британії (після Ватерлоо). На станції заставлено тактильне покриття.

## Пересадки

### Метро
Назва «Вікторія» носять також дві станції Лондонського метро, об'єднані з залізничною станцією в один транспортний комплекс: на лініях Дистрикт (обслуговується також поїздами Кільцевої лінії) та Вікторія. Щорічний пасажиропотік на вхід і вихід — до 80 млн осіб.

### Автобусна станція
Поруч з вокзалом розташований автовокзал Вікторія (англ. Victoria Coach Station) — найбільший в Лондоні. Відкрито в 1932. Саме звідси вирушають автобуси в різні міста Великої Британії (система «Нешнл Експрес», має маршрути аж до Пензанс на південно-західному краю Англії і Інвернесса на півночі Шотландії) і Західної Європи (система «Євролайнс»). Також на цій автобусній станції базуються великі автобусні перевізники — Megabus та National Express.
Завантаженість автовокзалу — 190 тис. відправлень автобусів на рік.

### Міський наземний транспорт
При станції Вікторія працює також найбільший в Лондоні пересадний центр для міських автобусів. Він обслуговується автобусами маршрутів 2 , 11 , 13 , 16 , 24 , 36 , 38 , 44 , 52 , 148 , 170 , 185 , 211 , 390 , 507 , C1 , C2 і C10 та нічні маршрути N2 , N11 , N16 , N38 , N44 , N73 і N136, інтенсивність руху в годину пік досягає 200 автобусів на годину.

## Послуги
| Попередня станція | Лінія | Лінія                                   | Лінія | Наступна станція                                      |
| ----------------- | ----- | --------------------------------------- | ----- | ----------------------------------------------------- |
| Кінцева           |       | Southeastern Greenwich Park branch line |       | Денмарк-гілл                                          |
| Кінцева           |       | Southeastern Залізниця Чатман           |       | Брикстон Герн-Гілл Денмарк-гілл Шортлендс Бромлі-Саут |
| Кінцева           |       | Southern Брайтонська залізниця          |       | Баттерсі-парк Клапгем-джанкшен                        |
| Кінцева           |       | Southern Окстедська залізниця           |       | Клапгем-джанкшен                                      |
| Кінцева           |       | Southern Gatwick Express                |       | Аеропорт Гатвік                                       |
| Кінцева           |       | Belmond Лондон-Париж-Венеція            |       | Фолкстон-Вест                                         |